# Serie D (pallavolo femminile)
La serie D è un campionato italiano di pallavolo femminile a carattere regionale. È organizzato dai Comitati Regionali della Fipav. Ogni Comitato Regionale stabilisce i calendari dei gironi di propria competenza e i criteri per la promozione anche attraverso play-off. I Comitati Regionali stabiliscono inoltre le retrocessioni in Prima Divisione.